# Sebastian Weyer
Sebastian Weyer (* 4. Dezember 1997) ist deutscher Speedcuber, der sich auf den 4×4×4-Würfel spezialisiert hat. Weyer hat den 4×4×4-Weltrekord im Einzel und Durchschnitt jeweils neun Mal gebrochen.

## Laufbahn als Speedcuber
Weyer begann 2009 mit dem Spiel, als er einen Zauberwürfel als Weihnachtsgeschenk erhielt. Seinen ersten Weltrekord stellte er am 1. Mai 2011 auf.
Weyer hielt den Einzel-Weltrekord für den 4×4×4-Würfel mit 17,42 Sekunden bis zum 25. November 2021. Den Rekord für den Durchschnitt von fünf Versuchen hielt er zuletzt am 12. Mai 2018.
Den europäischen Einzel-Rekord für 4×4×4 hielt er bis zum 24. Januar 2025 und den europäischen Durchschnitts-Rekord bis zum 17. Juli 2024.
Bei der Weltmeisterschaft 2013 in Las Vegas erreichte er den zweiten Platz in 4×4×4 und den dritten Platz in 3×3×3. Bei der Weltmeisterschaft 2017 in Paris gewann er in der Disziplin 4×4×4. Bei der Weltmeisterschaft 2019 in Melbourne erreichte er in 4×4×4 den zweiten Platz und in 3×3×3 den dritten Platz. Bei der Weltmeisterschaften 2025 in Seattle gewann er in 4×4×4.

### Wichtige Resultate in der Weltrangliste
| Disziplin | Typ          | Zeit (Sekunden) | Weltrang | Europäischer Rang |
| --------- | ------------ | --------------- | -------- | ----------------- |
| 3×3×3     | Einzel       | 4,32            | 60.      | 14.               |
| 3×3×3     | Durchschnitt | 6,07            | 97.      | 19.               |
| 4×4×4     | Einzel       | 17,00           | 3.       | 2.                |
| 4×4×4     | Durchschnitt | 19,67           | 3.       | 2.                |
| 5×5×5     | Einzel       | 37,80           | 17.      | 5.                |
| 5×5×5     | Durchschnitt | 41,34           | 13.      | 4.                |

Stand: 16. Juli 2025

## Privatleben
Sebastian Weyer beendete die Schule mit 16 Jahren und begann danach ein duales Studium der Elektrotechnik in Kassel. Er stammt aus Willich und lebt inzwischen in Berlin. Sein Zwillingsbruder Philipp Weyer ist ebenfalls Speedcuber und wurde 2019 in Melbourne Weltmeister im 3x3x3.